# Sedum potosinum
Sedum potosinum är en fetbladsväxtart som beskrevs av Joseph Nelson Rose. 
Sedum potosinum ingår i Fetknoppssläktet som ingår i familjen fetbladsväxter. Inga underarter finns listade i Catalogue of Life.